# Îles Pitt
Pour les articles homonymes, voir Île Pitt (homonymie) et Pitt.
Les îles Pitt sont un archipel de l'Antarctique au nord de l'île Renaud (îles Biscoe).

## Histoire
L'archipel a été nommé en hommage à William Pitt le Jeune par John Biscoe en 1832 et a été cartographiée par John Riddoch Rymill lors de l'Expédition British Graham Land en 1935-1936.